# Uh-huh
Albums de John Mellencamp
American Fool
(1982) Scarecrow
(1985)
Uh-Huh est un album de John Mellencamp sorti en 1983. C'est son septième album et son premier où il utilise son vrai nom, les précédents étant parus sous le nom de « John Cougar ».
Uh-Huh se classe 9e dans le Billboard 200. Trois de ses titres se sont classés dans le Top 20 du Billboard Hot 100 : Crumblin' Down (9e), Authority Song (15e) et Pink Houses (8e).
En 1989, l'album apparaît en 32e position dans le classement des 100 meilleurs albums des années 1980 établi par le magazine Rolling Stone.

## Fiche technique

### Liste des chansons

#### Album original
Toutes les chansons sont écrites et composées par John Mellencamp, sauf indication contraire.
| 1. | Crumblin' Down        | George Green, John Mellencamp | 3:33 |
| 2. | Pink Houses           |                               | 4:43 |
| 3. | Authority Song        |                               | 3:49 |
| 4. | Warmer Place to Sleep | George Green, John Mellencamp | 3:48 |

| 5. | Jackie O            | John Mellencamp, John Prine            | 3:04 |
| 6. | Play Guitar         | Larry Crane, John Mellencamp, Dan Ross | 3:25 |
| 7. | Serious Business    |                                        | 3:25 |
| 8. | Lovin' Mother fo Ya | Will Cary, John Mellencamp             | 3:06 |
| 9. | Golden Gates        |                                        | 4:04 |

#### Rééditions
En 2005, Uh-huh est réédité avec une chanson supplémentaire.
| 10. | Pink Houses (version acoustique) | 3:47 |

## Musiciens
- John Cougar Mellencamp : chant
- Larry Crane : guitare
- Kenny Aronoff : batterie et percussions
- Toby Myers : basse
- Mike Wanchic : guitare
- Louis Johnson : basse
- Caroll Sue Hill : chant
- Jay Ferguson : chant

## Classements
Album
| Année           | Classement    | Position |
| --------------- | ------------- | -------- |
| 28 janvier 1984 | Billboard 200 | 9        |

Singles
| Année | Single         | Classement        | Position |
| ----- | -------------- | ----------------- | -------- |
| 1983  | Crumblin' Down | Billboard Hot 100 | 9        |
| 1984  | Pink Houses    | Billboard Hot 100 | 8        |
| 1984  | Authority Song | Billboard Hot 100 | 15       |

Titres classés de l'album
| Année | Single           | Classement           | Position |
| ----- | ---------------- | -------------------- | -------- |
| 1983  | Crumblin' Down   | Billboard Top Tracks | 2        |
| 1983  | Pink Houses      | Billboard Top Tracks | 3        |
| 1984  | Serious Business | Billboard Top Tracks | 34       |
| 1984  | Play Guitar      | Billboard Top Tracks | 28       |
| 1984  | Authority Song   | Billboard Top Tracks | 15       |